# Andrzej Jasionowski
Andrzej Edward Jasionowski (Łódź, 29. studenog 1964.), poljski činovnik državne službe i diplomat, veleposlanik u Srbiji (2008. – 2012.), u Hrvatskoj (2018. – 2023.) i u Bosni i Hercegovini (2023.–).

## Životopis
Godine 1991. diplomirao i magistrirao na Fakultetu prava Varšavskog sveučilišta području međunarodno pravo. Od 1990. bio je voditelj studentskog kluba.
Od 1992. godine povezan je s Ministarstvom vanjskih poslova; od 1992. do 1994. g. radio je u Veleposlanstvu Poljske u Lagosu. Od 1995. obnašao je dužnost konzula u Veleposlanstvu Poljske u Almati. Od 1997. g. u Generalnim konzulatu Poljske u Stockholmu. Nakon povratka u Poljsku 2000. godine započeo je s radom u Odjelu za poljsku dijasporu Ministarstva vanjskih poslova. Od 2002. g. radio je kao šef Konzularnog odjela u Veleposlanstvo Poljske u Helsinkiju. Nakon povratka u Poljsku 2006. godine postavljen je za voditelja Odjela za konzularna pitanja i poljsku dijasporu. U razdoblju 2009-2014 obnašao je dužnost veleposlanika Poljske u Republici Srbiji. Nakon povratka bio je voditelj Odjela za konzularna pitanja. Od 2016. do kraja 2017. godine bio je glavni tajnik službe vanjskih poslova. Od 1. siječnja 2018. g. obnaša dužnost veleposlanika u Republici Hrvatskoj. Od 2023. veleposlanik u Bosni i Hercegovini.
Odlukom predsjednika Republike Poljske 2017. g. dodijeljeno mu je odlikovanje Križ slobode i solidarnosti.
Govori poljski, engleski, hrvatski, ruski.